# Пакаранові
Пакаранові (Dinomyidae) — родина мишоподібних гризунів, що складається з одного сучасного виду — Пакарана (Dinomys branickii). 
У попередні геологічні епохи це була численна група гризунів, що мешкала у Південній Америці. До родини належить близько 50 викопних видів, серед них справжні гіганти — Josephoartigasia monesi, найбільший гризун, що коли-небудь існував (важив близько 1000 кг, і був розміром з бика); Phoberomys pattersoni та Telicomys giganteus були трохи меншими (близько 600 кг). 
Вважається, що ці гризуни зайняли нішу копитних, поки Південна Америка не об'єдналася з Північною, після чого копитні витіснили гризунів.

## Класифікація
- Родина Dinomyidae
  - †Pseudodiodomus incertae sedis
  - †Agnomys incertae sedis
  - Підродина Eumegamyinae
    - †Doellomys
    - †Gyriabrus
    - †Briaromys
    - †Tetrastylus
    - †Phoberomys
    - †Colpostemma
    - †Orthomys
    - †Eumegamys
    - †Pseudosigmomys
    - †Pentastylodon
    - †Eumegamysops
    - †Telicomys
    - †Perumys
    - †Josephoartigasia[3]

  - Підродина Potamarchinae
    - †Scleromys
    - †Olenopsis
    - †Simplimus
    - †Eusigmomys
    - †Potamarchus

  - Підродина Dinomyinae
    - Dinomys — пакарана
    - †Telodontomys